# Glose

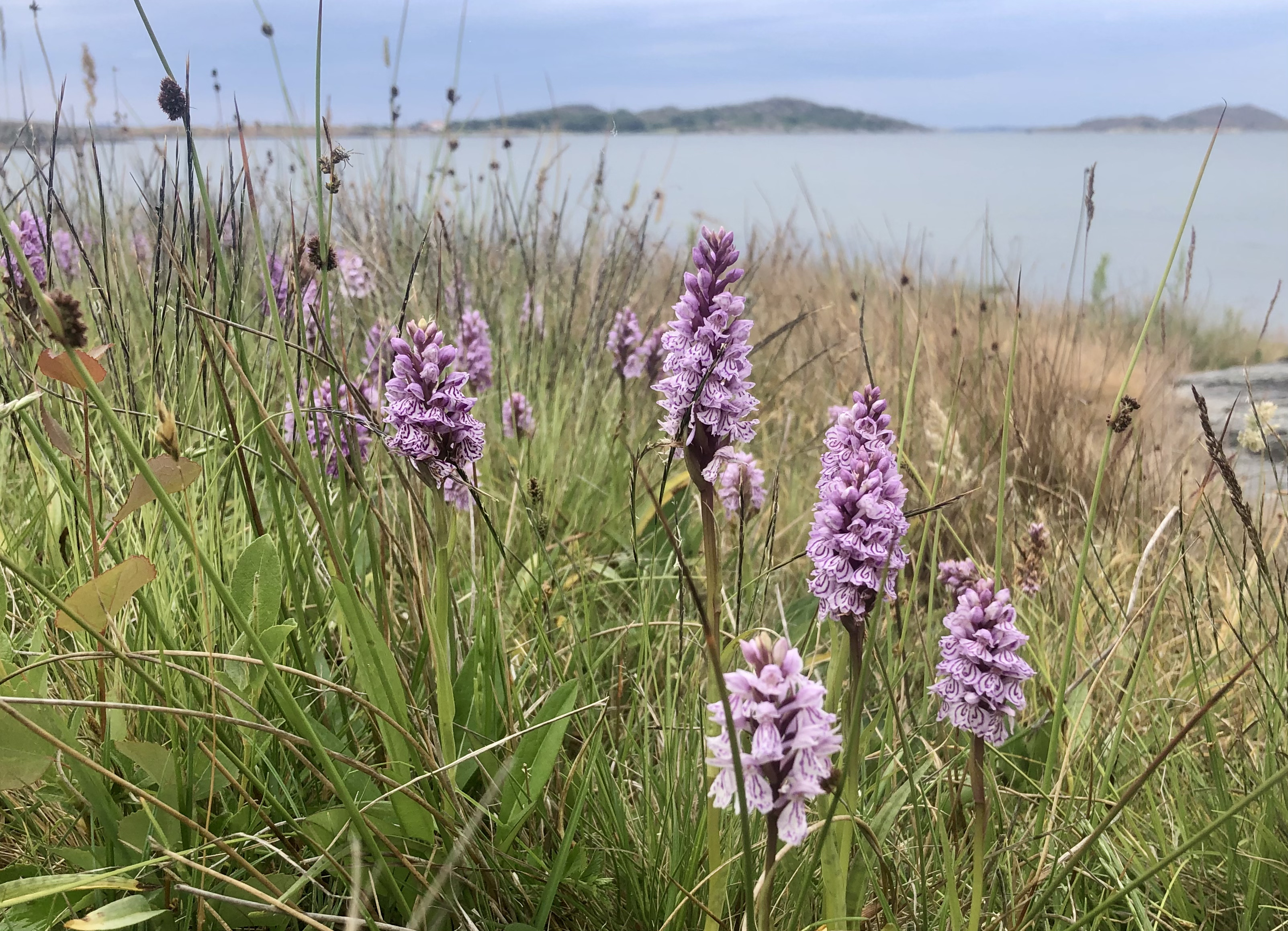
Fläcknycklar (Dactylorhiza maculata) på strandäng i Glose.

Glose är en bebyggelse och ett område sydväst om Kärna i Torsby socken i Kungälvs kommun. Från 2015 avgränsar SCB här en småort.
Glose gränsar till Ryskärsfjorden som med sina grunda bottnar och betade strandängar hyser ett intressant växt- och fågelliv. Fjordområdet med Gloses strandängar ingår i Nordre älvs estuarium, ett vidsträckt naturreservat och Natura 2000-område som av Länsstyrelsen pekas ut som ett av länets mest värdefulla naturområden.Glose strandängar har uppmärksammats av bl.a. Sveriges Radio i en direktsändning i programmet Naturmorgon.
Den 6 kilometer långa Glose å mynnar i Ryskärsfjorden. Dess nedre del utgör gräns mellan Glose i söder och Glöskär i norr med Burås kvarn. I ån finns bl.a. havsöring. Vattendraget är dock påverkat av jordbruk, enskilda avlopp och erosion och når inte gällande EU-krav om god ekologisk status. 
I Glose finns flera aktiva jordbruk, bygg- och entreprenadfirmor samt handelsträdgård.  På gården Fläskholmen anordnas årligen evenemanget Artes, en utställning med lokalt hantverk. I Glose hamn finns ett femtiotal platser för mindre fritidsbåtar.   
Gloseby karaktärisera av en gemensam tät bygata med omväxlande bostadshus och lagårdar. Vägen från Gloseby till Ryskärsfjorden ägs och förvaltas av Glose samfällighetsförening.